# Хофер, Вальтер
Йоханн Вальтер Хофер (нем. Johann Walter Hofer; род. 25 февраля 1955, Зеебоден) — австрийский функционер FIS, директор соревнований по прыжкам с трамплина и лыжному двоеборью.

## Биография
Вальтер Хофер вырос в Каринтии и в молодости увлекался футболом. Позже он стал работать на федеральных железных дорогах, одновременно Вальтер занимал должность одного из тренеров в футбольном клубе «Шпитталь». Хофер поступил в Университет Зальцбурга по спортивному направлению и в 1982 году стал тренером по фитнесу в Австрийском лыжном союзе. В 1985 году он защитил диплом, а через 4 года — диссертацию. В 1988 году Вальтер перешёл в Немецкий лыжный союз, где стал помощником главного тренера сборной по прыжкам с трамплина Руди Туша. Через 4 года Международная федерация лыжного спорта пригласила Хофера на должность организационного директора соревнований по прыжкам с трамлина. В 2008 году австриец также получил одноимённую должность в лыжном двоеборье, и стал зваться Главой прыжков с трамплина и лыжного двоеборья (Head of Ski Jumping & Nordic Combined). Этапы этих видов спорта пересекаются, поэтому в лыжном двоеборье есть ещё один директор, Ульрих Велинг. Хофер часто появляется на телеэкранах с рацией в руке при задержке соревнований из-за плохой погоды или перестановки стартовых ворот.